# Groton (Dakota del Sud)
Groton è un comune (city) degli Stati Uniti d'America della contea di Brown nello Stato del Dakota del Sud. La popolazione era di 1,458 persone al censimento del 2010. Fa parte dell'area micropolitana di Aberdeen.

## Geografia fisica
Groton è situata a 45°27′04″N 98°05′57″W (45.451015, -98.099050).
Secondo lo United States Census Bureau, ha un'area totale di 1,75 miglia quadrate (4,53 km²).

## Storia
Groton fu pianificata nel 1881. Deve il suo nome alla città di Groton, nel Massachusetts. Un ufficio postale è in funzione a Groton dal 1881.

## Società

### Evoluzione demografica
Secondo il censimento del 2010, c'erano 1,458 persone.

### Etnie e minoranze straniere
Secondo il censimento del 2010, la composizione etnica della città era formata dal 97,5% di bianchi, lo 0,3% di afroamericani, lo 0,5% di nativi americani, lo 0,1% di asiatici, lo 0,2% di altre etnie, e l'1,4% di due o più etnie. Ispanici o latinos di qualunque etnia erano lo 0,9% della popolazione.